# Arst
Arst – wieś położona w północnej części Albanii w gminie Fierzë. Wieś znajduje się 101 kilometrów od stolicy państwa, Tirany.

## Demografia
Według spisu ludności z 1989 roku we wsi Arst mieszkało 444 mieszkańców.